# تاريخ التنبيب الرغامي

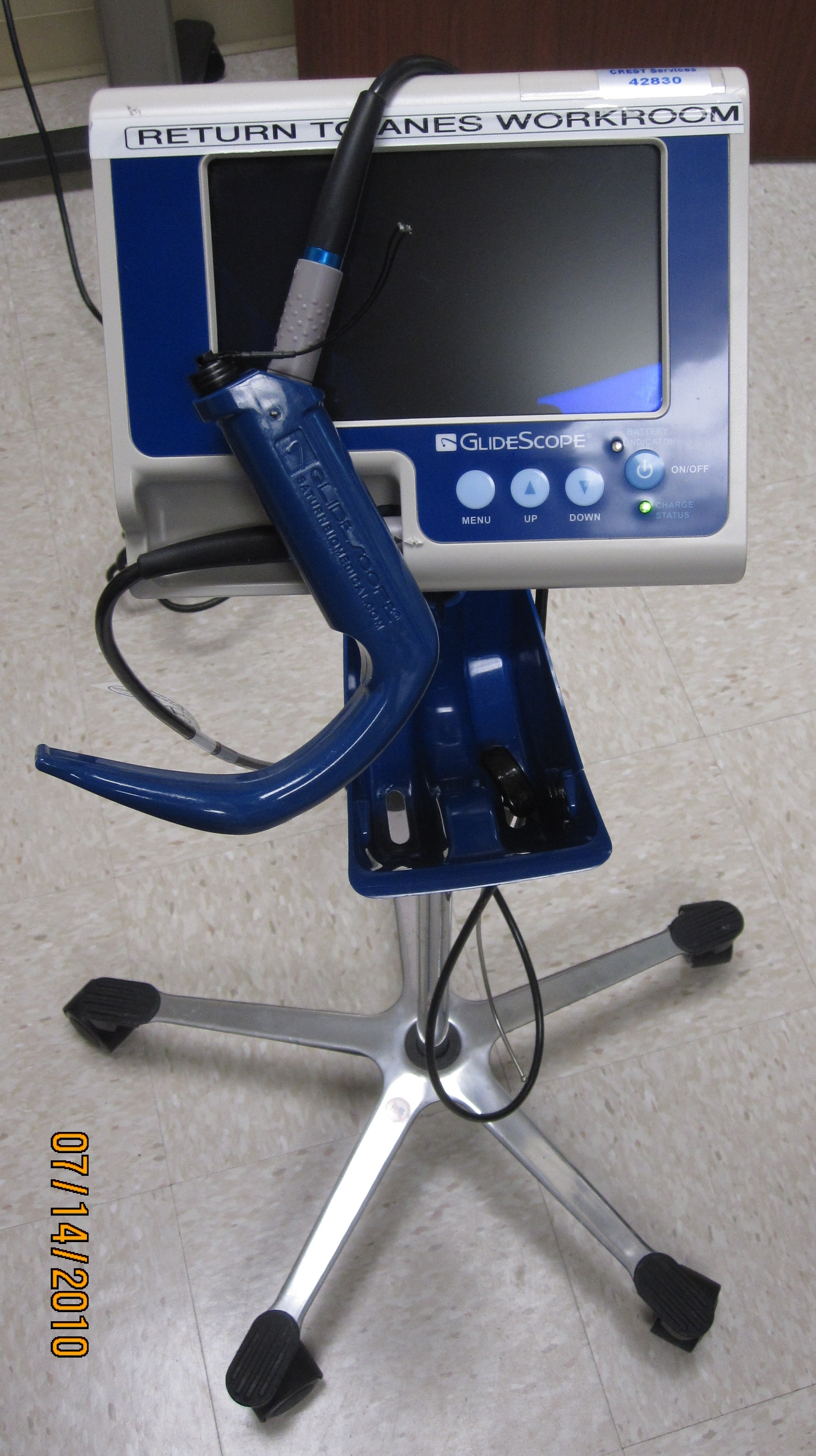
CMOS

التنبيب الرغامى، هو جراحة طفيفة التوغل، عبارة عن وضع قسطرة مرنة من البلاستيك في القصبة الهوائية. لآلاف السنين، كان ثقب القصبة الهوائية يعتبر الأكثر خطورة من طرق التنبيب الرغامى. وبحلول أواخر القرن التاسع عشر ومع التقدم في علوم التشريح وعلم وظائف الأعضاء، وكذلك بدايات ظهور نظرية جرثومية المرض فإن معدل المرضى والوفيات قد انخفض من هذه العملية إلى معدل مقبول. أيضا في أواخر القرن التاسع عشر، فإن التقدم في أجهزة التنظير داخلي  قد حسن عملية التنبيب الرغامي إلى درجة أن عملية تنظير الحنجرة أصبحت أخيرا وسيلة متاحة لتأمين مجرى الهواء. التنبيب عن طريق الأنف كان لا يمارس على نطاق واسع حتى أوائل القرن العشرين. شهد القرن الـعشرين ظهور التخدير، الطب الحرج، طب الطوارئ، طب الجهاز الهضمي، طب الصدر والجراحة.

## ثقب القصبة الهوائية
أقرب تصوير معروف لعملية ثقب القصبة الهوائية تم العثور عليه على اثنين من اللوحات المصرية التي يعود تاريخها إلى حوالي عام 3600 قبل الميلاد. بردية إبيرس، وهي بردية طبية مصرية قديمة يعود تاريخها إلى حوالي عام 1550 قبل الميلاد، كانت تشير إلى ثقب القصبة الهوائية. ثقب القصبة الهوائية وصف في الهندية القديمة من الكتاب المقدس، ريجفدا. سميتا سوشروتا (حوالي عام 400 قبل الميلاد) هو نص آخر من شبه القارة الهندية في الطب الهندي القديم يذكر أيضا ثقب القصبة الهوائية.
الطبيب اليوناني أبقراط (460– 370 قبل الميلاد) أدان ممارسة ثقب القصبة الهوائية. محذرا من مخاطر قد تؤدي إلي الموت عن طريق تمزق الشريان السباتي بطريقة غير مقصودة خلال عملية ثقب القصبة الهوائية، أبقراط أيضا حذر من أنه "أصعب أنواع الناسور هي تلك التي تحدث في المناطق الغضروفية. لأن الأدوات الجراحية كانت غير معقمة في ذلك الوقت، كما أن التهابات ما بعد الجراحة أنتجت في العديد من الأحيان مضاعفات قاتلة. في عهد الإسكندر الأكبر (356-323 قبل الميلاد) يقال أنه تم إنقاذ جندي من الاختناق عن طريق شق في القصبة الهوائية بطرف سيفه.
على الرغم من مخاوف  أبقراط  فإن جالينوس البيرغاموني (129-199) وأريتايوس القبادوقي (وكلاهما عاش في روما في القرن الثاني الميلادي) أعطيا الحق لأسكليبياديس البيثيني (124-40 قبل الميلاد) كأول طبيب يجري عملية غير طارئة لثقب القصبة الهوائية. ومع ذلك، فإن أريتايوس حذر من أداء عملية ثقب القصبة الهوائية لأنه يعتقد أن الشقوق التي في غضروف القصبة الهوائية كانت عرضة للالتهابات والعدوي وبالتالي لن تلتئم. وكتب أن «شفتا الجرح لن تلتئم، حيث أنها غضروفية وليس من طبيعتها أن تلتئم». أنتاليوس، جراح يونانية آخر عاش في روما في القرن الثاني الميلادي، ذكر أنه كان يؤدي عملية ثقب القصبة الهوائية عند علاج أمراض الفم. كتب انتاليوس أن عمليات ثقب القصبة الهوائية لم تكن فعالة إلا في الحالات الشديدة من الخانوق لأن الضرر كان أبعد من موقع العملية. الكتابات الأصلية لأنتاليوس فقدت، ولكن تم الحفاظ عليها من قبل أوريباسيوس (320-400) وبول إيجينا (ca. 625-690)، كلاهما  كان من الأطباء اليونانيين وكذلك المؤرخين. جالينوس أوضح تشريح القصبة الهوائية وكان أول من أثبت أن الحنجرة تولد الصوت. جالينوس أدرك أهمية التهوية الاصطناعية، لأنه في واحدة من تجاربه استخدم منفاخ لنفخ الرئتين لحيوان ميت.
خلال العصور الوسطى، كانت الاكتشافات العلمية قليلة ومتباعدة في جزء كبير من أوروبا. ومع ذلك، فإن الثقافة العلمية ازدهرت في أجزاء أخرى من العالم. سنة 700 بعد الميلاد، كانت عملية ثقب القصبة الهوائية موثقة جيدا في الآداب الهندية والعربية، على الرغم من أنه كان نادرا ما يمارس على البشر. في سنة 1000 بعد الميلاد، أبو القاسم الزهراوي (936-1013) العربي الذي عاش في الأندلس، نشر كتابه ذو الثلاثين جزءا،«التصريف لمن عجز عن التأليف»، والذي كان أول عمل مصور عن الجراحة. صحيحٌ أنه لم ينفذ عملية ثقب القصبة الهوائية مطلقاً، ولكنه عالج عبد كان قد قطع حلقه في محاولة انتحار. الزهراوي خاط الجرح وتمكنت الفتاة من النجاة، مما يثبت أن شق الحنجرة يمكن أن يشفي. حوالي عام 102، ابن سينا (980-1037) وصف استخدام التنبيب الرغامي في القانون في الطب لتسهيل التنفس. في القرن الثاني عشر، ابن زهر (1091-1161) قدم نموذجاً تشريحياً لوصف عملية ثقب القصبة الهوائية.

هيرونيموس فبريسوس,1685

نحو نهاية القرن السادس عشر، عالم التشريح والجراح هيرونيموس فبريسوس (1533-1619) وصف تقنية مفيدة لعملية ثقب القصبة الهوائية في كتاباته، على الرغم من أنه لم يتمكن في الواقع من إجراء العملية بنفسه. حيث نصح باستخدام شق عمودي وكان أول من أدخل فكرة أنبوب القصبة الهوائية. حيث كانت قنية مستقيمة وقصيرة تتضمن أجنحة لمنع الأنبوب من التقدم كثيرا في القصبة الهوائية. وأوصى بألا تجري العملية إلا كملاذ أخير في حالات انسداد مجرى الهواء عن طريق الأجسام الغريبة أو الإفرازات. وصف فبريسوس لإجراءات ثقب القصبة الهوائية مماثل تماماً لتلك المستخدمة اليوم. ماركو أوريليو سيفيرينو (1580-1656)، الجراح وعالم التشريح، أجري عدة عمليات ناجحة لثقب القصبة الهوائية خلال تفشي وباء الخناق في نابولي في عام 1610، باستخدام تقنية الشق العمودي الموصى بها من قبل فبريسوس.
خوفا من المضاعفات، معظم الجراحين يأخرون عملية ثقب القصبة الهوائية المنقذة للحياة حتى يدخل المريض مرحلة الاحتضار، على الرغم من معرفة أنه بحلول ذلك الوقت فإنه هناك اضراراً لا رجعة فيها قد حدثت بالفعل. هذا بدأ يتغير في أوائل القرن التاسع عشر، عندما أصبحت عملية ثقب القصبة الهوائية معترفاً بها أخيرا باعتبارها وسيلة مشروعة لعلاج انسداد مجرى الهواء. في عام 1832، طبيب فرنسي استخدم عملية ثقب القصبة الهوائية كحل أخير لعلاج حالات الدفتريا. وفي عام 1852، قام طالبه أرماند تروسو (1801-1867) بسلسلة من 169 عملية ثقب للقصبة الهوائية (158 منها على مرض الخانوق و 11 علي أمراض الحنجرة المزمنة). في عام 1871، الجراح الألماني فريدريش تراند (1844-1924) نشر مقالاً يصف أول نجاح لعملية شق القصبة الهوائية علي انسان لتخديره كليا. بعد وفاة الإمبراطور الألماني فريدريك الثالث من سرطان الحنجرة في عام 1888، قام موريل ماكنزي (1837-1892) وغيره من الأطباء بكتابة كتاب لمناقشة الحالات التي تكون فيها عملية شق القصبة الهوائية ضرورية.

## التنظير

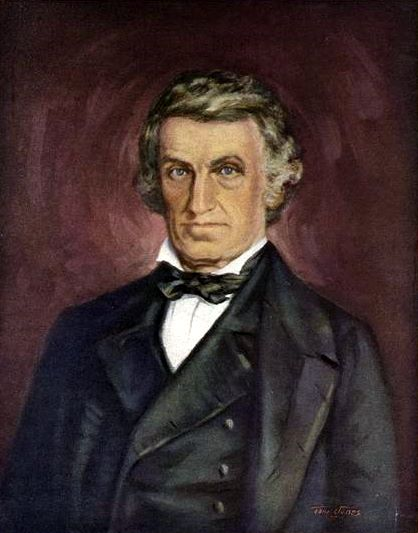
وليام بومونت (1785-1853) عالم وظائف الأعضاء الأمريكي

في حين أن كل هذه التطورات الجراحية كانت تحدث، كان هناك العديد من التطورات الهامة تحدث أيضا في علم البصريات. تم اختراع العديد من الأدوات البصرية الجديدة ذات التطبيقات الطبية خلال القرن التاسع عشر. في عام 1805، اخترع جراح في الجيش الألماني يدعى فيليب فون بوزيني (1773-1809) جهازا أطلق عليه اسم ليكتليتر (أو أداة توجيه الضوء). هذا الجهاز، وهو بداية نشأة المنظار الحديث، كان يستخدم لفحص مجرى البول والمثانة البولية والمستقيم والبلعوم. في عام 1868، قام أدولف كسمول (1822-1902) بألمانيا بإجراء أول تنظير للمريء (إجراء تشخيصي يستخدم فيه المنظار لتصور المريء والمعدة والإثني عشر) على الإنسان الحي. في 2 أكتوبر 1877، قدم طبيب المسالك البولية في برلين ماكسيميليان كارل فريدريش نيتز (1848-1906) وصانع الآلات جوزيف ليتر (1830-1892) أول منظار للمثانة والقناة البولية مع مصدر الضوء الكهربائي. وكان أكبر عيب في هذا المنظار هو مصباح التنغستن المتوهجة (اخترعه الكسندر لوديجين، 1847-1923)، الذي يصبح ساخناً جداً، وكان يتطلب نظام تبريد مياه معقد. في عام 1881، أنشأ الطبيب البولندي جان ميكوليتش-راديكي (1850-1905) أول منظار للمعدة.

## تنظير الحنجرة والتنبيب الرغامى غير الجراحي

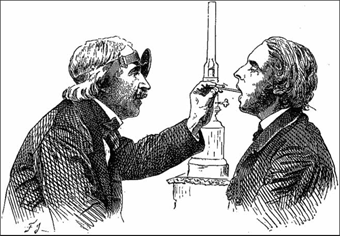
منظار الحنجرة. 1884

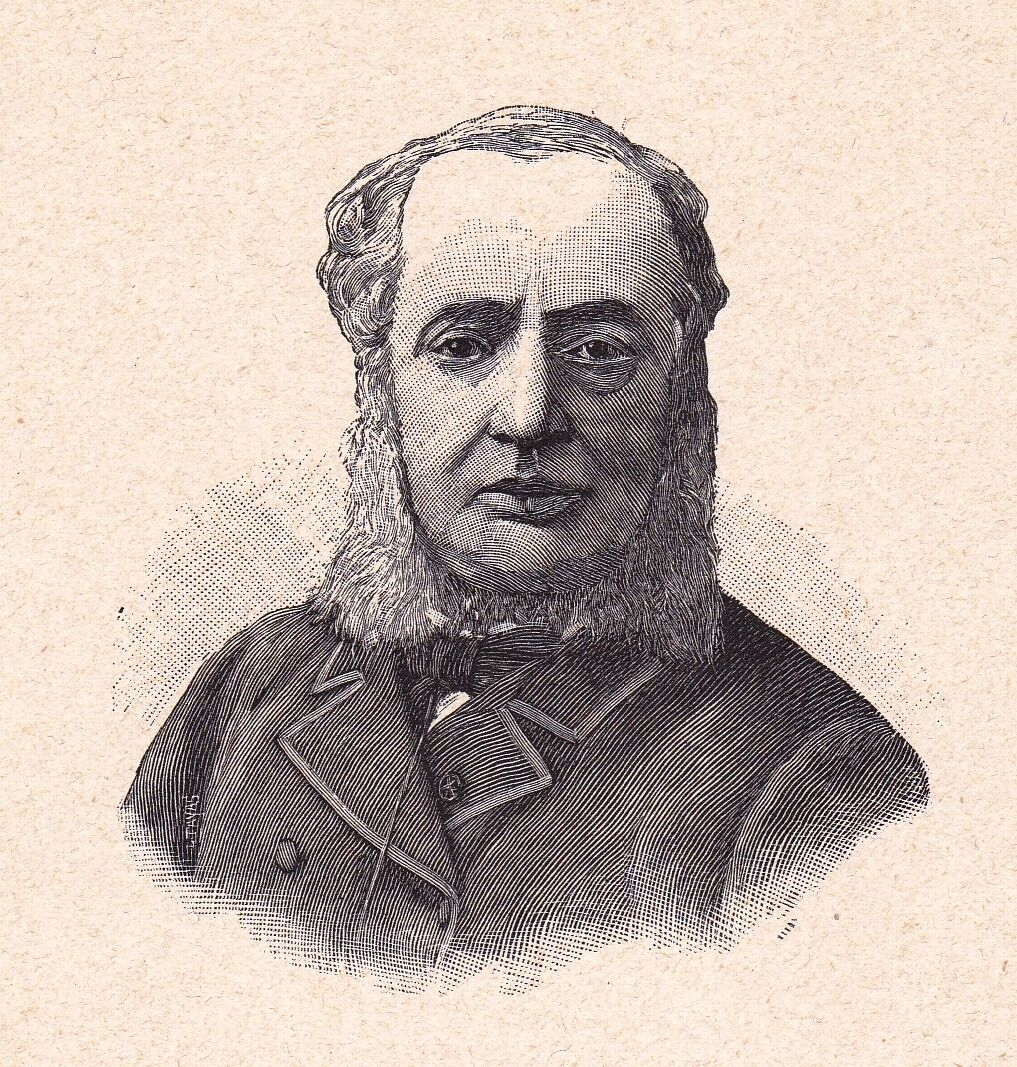

في عام 1854, خبير الأصوات الإسباني  مانويل غارسيا (1805-1906) أصبح أول رجل يتمكن من رؤية لسان المزمار وهو يعمل في إنسان حي. غارسيا ابتكر أداة تستخدم اثنين من المرايا حيث تعمل الشمس كمصدر الضوء. باستخدام هذا الجهاز، كان قادرا على مراقبة وظيفة لسان المزمار الخاص به والجزء العلوي من القصبة الهوائية. وقدم ملاحظاته في الجمعية الملكيه بلندن في عام 1855.
في عام 1858، تمكن أوجين  (1818-1891)، وهو طبيب أطفال من باريس، من تطوير تقنية جديدة غير جراحية للتنبيب لتجاوز انسداد الحنجرة نتيجة مرض الخناق. طريقته تتضمن إدخال أنبوب معدني صغير مستقيم  في الحنجرة، وتأمينه عن طريق خيط من الحرير وتركه هناك لبضعة أيام حتى يختفي الغشاء الكاذب للدفتيريا وانسداد مجرى الهواء يكون قد تم حله بما فيه الكفاية. أوجين قدم هذه التقنية التجريبية جنبا إلى جنب مع النتائج التي حققت في أول سبع حالات في مؤتمر الأكاديمية الفرنسية للعلوم في 18 أيلول / سبتمبر 1858. أعضاء الأكاديمية رفضوا أفكاره.
بعد الحرب العالمية الأولى، ومع المزيد من التقدم في مجال التخدير. ومن بين هذه التقنيات تلك التي أدلى بها السير إيفان وايتسايد ماجيل (1888-1986).

## القرن ال21
شهد القرن الـ20 التحول في ممارسات شق القصبة الهوائية  والتنظير والتنبيب الرغامى غير الجراحي حيث تم الاعتماد بصورة أكبر علي العناية الحرجة وطب الطوارئ وأمراض الجهاز الهضمي وأمراض الرئة والجراحة. إن "الثورة الرقمية" في القرن ال21 جلبت أحدث التكنولوجيا في الفن والعلم إلي مجال التنبيب الرغامى. العديد من الشركات المصنعة قد وضعت فيديو منظار الحنجرة والذي يستخدم التكنولوجيا الرقمية مثل سيموس (CMOS APS).

## وصلات خارجية
- Videos of direct laryngoscopy recorded with the Airway Cam (TM) imaging system
- Examples of some devices for facilitation of tracheal intubation
- Diagram of performance of the Sellick maneuver
- The CRIC Cricothyrotomy System from Pyng Medical Corporation
- The Rüsch QuickTrach from Teleflex Medical Corporation
- The Portex Cricothyroidotomy Kit (PCK) نسخة محفوظة 28 نوفمبر 2010 على موقع واي باك مشين.
- The Melker Emergency Cricothyrotomy Catheter Tray